# Halina Kościukiewicz
Halina Kościukiewicz (ur. w 1948 Słupsku) – polska projektantka, profesor ASP w Gdańsku oraz Sopockiej Akademii Nauk Stosowanych. Zajmuje się wzornictwem przemysłowym, projektowaniem wnętrz i mebli.

## Życiorys
Studiowała na Wydziale Architektury i Wzornictwa gdańskiej Państwowej Wyższej Szkoły Sztuk Plastycznych (przekształconej w Akademię Sztuk Pięknych), dyplom uzyskała w pracowni prof. Adama Haupta w 1973. Profesor nadzwyczajny, prowadzi Pracownię Projektowania Mebla na Wydziale Architektury i Wzornictwa. W latach 2002–2005 była
prodziekanem Wydziału Architektury i Wzornictwa ASP.
W 2017 została odznaczona Srebrnym Medalem „Zasłużony Kulturze Gloria Artis”.